# Totnes
Totnes (IPA /ˈtɒtnɨs/ lub /tɒtˈnɛs/)) – miasto w Wielkiej Brytanii, w Anglii w hrabstwie Devon, 35 km na zachód od Exeteru. Miasto położone jest przy ujściu rzeki Dart, na terenie parku krajobrazowego. Jest stolicą drugiej pod względem wieku gminy w Anglii.

## Historia
Pierwszy zapis w historii miasta pochodzi z roku 907, gdy zbudowano tu pierwszy zamek, mający na celu obronę doliny Dart przed wikingami. Są również dowody, że w X wieku miasto biło własną monetę. W 1130 roku miastu przyznano prawa targu w dzień Wniebowstąpienia (15 sierpnia). Rozpoczęło to karierę miasta jako ośrodka handlu tkaninami - za panowania Henryka VIII był to drugi ośrodek w hrabstwie pod względem bogactwa, po Exeterze.

## Zabytki
- Zamek w stylu motte zbudowany w okresie Wilhelma Zdobywcy
- Źródło wód mineralnych Leechwell, w użyciu od XII wieku
- Średniowieczny kościół Św Marii wybudowany z piaskowca